# ویتگرت
ویتگرت (به آلمانی: Wittgert) یک شهر در آلمان است که در وستروالدکرایس واقع شده‌است. ویتگرت ۶۴۳ نفر جمعیت دارد.